# Thitiwat Ritprasert
Thitiwat Ritprasert (tiếng Thái: ฐิติวัฒน์ ฤทธิ์ประเสริฐ, phiên âm: Thi-ti-vát Lít-bơ-la-xớt, sinh ngày 26 tháng 3 năm 1997) còn có nghệ danh là Ohm (tiếng Thái: โอห์ม, đọc là Ôm) là diễn viên và người mẫu người Thái Lan. Anh được biết đến với bộ phim Until We Meet Again (2019).

## Cuộc sống và giáo dục
Thitiwat Ritprasert sinh ngày 26 tháng 3 năm 1997. Anh tốt nghiệp bằng cử nhân khoa Công nghệ Truyền thông Đại chúng tại Đại học Công nghệ Rajamangala Thanyaburi.

## Sự nghiệp
Thitiwat tham gia ngành giải trí và đoạt giải thông qua cuộc thi ‘Ch8 Asia New Star Model Contest Face of Thailand 2016’. Anh còn giành giải thưởng đặc biệt từ ‘Asia Model Festival 2016’. Vào năm 2017, anh lần đầu ra mắt với bộ phim truyền hình Jai Luang trên Channel 8. Vào năm 2019, anh nhanh chóng nổi tiếng với vai Dean trong Until We Meet Again cùng với Natouch Siripongthon.

## Điện ảnh

### Phim truyền hình
| Năm  | Tiêu đề                                         | Vai trò                   | Ghi chú   | Kênh       |
| ---- | ----------------------------------------------- | ------------------------- | --------- | ---------- |
| 2017 | Jai Luang                                       | N/A                       | Vai phụ   | Channel 8  |
| 2019 | Dong Poo Dee                                    | Rum Pichairanarong        | Vai phụ   | Channel 8  |
| 2019 | Leh Runjuan                                     | Athip                     | Vai phụ   | Channel 8  |
| 2019 | Until We Meet Again                             | Dean Ratthanon Wongnate   | Vai chính | LINE TV    |
| 2020 | Love, Lie, Haunt The Series: The Haunted Corpse | Tak                       | Vai phụ   | Channel 8  |
| 2020 | Poot Ratikarn                                   | Pha Mueang                | Vai phụ   | Channel 8  |
| 2020 | Romantic Blue                                   | Mai                       | Vai chính | Channel 8  |
| 2020 | Saneha Stories 3: Saneha Maya                   | Pete                      | Vai chính | TV Thunder |
| 2021 | Close Friend Season 1                           | Pierce (tập 1)            | Vai chính | Viu        |
| 2022 | Buang Bai Bun                                   | Eku                       | Vai phụ   | Channel 8  |
| 2022 | Between Us                                      | Dean                      | Vai phụ   | WeTV       |
| 2022 | Close Friend Season 2                           | Pierce                    | Vai chính | Viu        |
| 2022 | Oh! My Sunshine Night                           | "Kim" / Kimhant Kannakool | Vai chính | AIS Play   |
| 2023 | 609 Bedtime Story                               | Mum                       | Vai chính | WeTV       |
| TBA  | Suk Sanaeha Kraithong Chalawan                  | Chalawan                  | Vai chính | Channel 8  |

### Chương trình thực tế
| Năm  | Tên chương trình         | Vai trò   | Đài         | Ghi chú                            | Nguồn |
| ---- | ------------------------ | --------- | ----------- | ---------------------------------- | ----- |
| 2018 | Take You Home            | Khách mời |             | Tập 75                             |       |
| 2019 | Nung Na Rong: Interviews | Khách mời |             | Until We Meet Again                |       |
| 2020 | SosatSeoulsay            | Khách mời |             | Tập 1, 6, 8-9, 23, 46, 76, 97, 123 | [ 5 ] |
| 2020 | I Myss                   | Khách mời |             | Tập 3, 9                           |       |
| 2020 | Fun Day                  | Khách mời | True4U      | Tập 3                              |       |
| 2020 | Finnn Land               | Khách mời |             | Tập 13                             |       |
| 2023 | True Little Monk         | MC        | TrueVisions | Mùa 9                              |       |

## Danh sách đĩa nhạc
| Năm  | Bài hát                | Ghi chú                                                                                              | Ref.   |
| ---- | ---------------------- | --- | ------ |
| 2019 | โชคดีแค่ไหน              | Cùng với dàn cast của Sợi Chỉ Đỏ                                                                     | [ 6 ]  |
| 2020 | เราจะกลับมาพบกันเสมอ     | Cùng với Natouch Siripongthon Until We Meet Again OST.                                               | [ 7 ]  |
| 2020 | บอกรักในใจ              | Poot Ratikarn OST.                                                                                   |        |
| 2020 | โลกทั้งใบให้นายคนเดียว2020 | Romantic Blue OST.                                                                                   | [ 8 ]  |
| 2021 | พื้นที่เสี่ยง                | | [ 9 ]  |
| 2021 | ยืนหนึ่ง                  | Cùng với PMCปู่จ๋าน ลองไมค์ X Natouch Siripongthon Risk Area Mv.                                         | [ 10 ] |
| 2022 | อีกนานมั้ย (How Long)     | Cùng với Natouch Siripongthon, Warodom Khemmonta & Panuwat Kerdthongtavee Close Friend โคตรแฟน 2 OST | [ 11 ] |
| 2022 | Falling For You        | Cùng với Natouch Siripongthon + phiên bản tiếng Anh                                                  | [ 12 ] |
| 2023 | 609 (Acoustic Version) | 609 Bedtime Story Ost.                                                                               | [ 13 ] |

## Giải thưởng và đề cử
| Năm  | Giải thưởng             | Thể loại                                                          | Đề cử               | Kết quả   |
| ---- | ----------------------- | ----------------------------------------------------------------- | ------------------- | --------- |
| 2020 | Zoom Dara Awards 2020   | Ngôi sao mới xuất sắc                                             | Poot Ratikarn       | Đoạt giải |
| 2021 | Yniverse Awards 2020    | Kiss Couple of the Yniverse Award (cùng với Natouch Siripongthon) | —                   | Đề cử     |
| 2021 | Yniverse Awards 2020    | Sun of the Yniverse Award                                         | —                   | Đề cử     |
| 2021 | Yniverse Awards 2020    | Gemini of the Yniverse Award                                      | —                   | Đề cử     |
| 2021 | FEVER AWARDS 2020       | Cặp đôi của năm (cùng với Natouch Siripongthon)                   | —                   | Đoạt giải |
| 2021 | FEVER AWARDS 2020       | Super Fever Awards                                                | —                   | Đoạt giải |
| 2021 | 2021 Line TV Awards     | Cảnh phim hay nhất                                                | Until We Meet Again | Đề cử     |
| 2021 | 2021 Line TV Awards     | Cảnh hôn xuất sắc                                                 | Until We Meet Again | Đề cử     |
| 2021 | 2021 Line TV Awards     | Cặp đôi xuất sắc (cùng với Natouch Siripongthon)                  | Until We Meet Again | Đề cử     |
| 2021 | Siam Series Awards 2021 | Cặp đôi tưởng tượng (cùng với Natouch Siripongthon)               | —                   | Đoạt giải |
| 2022 | FEVER AWARDS 2021       | Sê ri được yêu thích                                              | Romantic Blue       | Đoạt giải |
| 2022 | FEVER AWARDS 2021       | Cặp đôi tưởng tượng (cùng với Natouch Siripongthon)               | —                   | Đoạt giải |
| 2022 | Star Media 2022         | Giải thưởng quốc tế                                               | —                   | Đoạt giải |